# Rafael Castillo (homme politique)
Rafael Castillo né en 1862 à Ancasti province de Catamarca, mort le 31 décembre 1918 à Buenos Aires,  est un avocat, éleveur et homme politique argentin, qui a occupé diverses fonctions, dont celle de ministre de l'Intérieur du pays pendant la présidence de Manuel Quintana entre 1904 et 1906.

## Biographie
Diplômé en droit de l'Université de Cordoue en 1887, l'année suivante il est ministre du gouvernement de la Province de Catamarca.
En 1890, Rafael Castillo est élu député national. Deux ans plus tard, il devient sous-secrétaire du ministère de l'Intérieur, poste qu'il occupe sous les administrations ministérielles de Manuel Quintana, Eduardo Costa, Benjamín Zorrilla, Norberto Quirno Costa et Amancio Alcorta (homme politique).
Dès son accession à la présidence en 1904, le président Manuel Quintana le nomme ministre de l'Intérieur de la Nation. Il est l'auteur d'une nouvelle loi électorale, qui annule la loi éphémère des circonscriptions uninominales, car elle ne modifie ni le système clientéliste ni la pression sur les électeurs. Le projet initial a été tellement modifié qu'il n'a eu de point commun avec celui présenté par le président que l'élimination du système uninominal. Il s’est avéré qu’il s’agissait d’un retour complet au système précédent, avec tous ses défauts.
En février 1905, éclate une révolution organisée par l'Unión Cívica Radical, que Castillo ne pouvait pas prévoir. La révolution fut rapidement réprimée et Castillo s'assura la loyauté de tous les partis rivaux au système politique dirigé par le président. Castillo est nommé directeur des services postaux et télégraphiques, et meurt en mars 1906, laissant comme Président de la Nation argentine José Figueroa Alcorta.